# Sophies minde

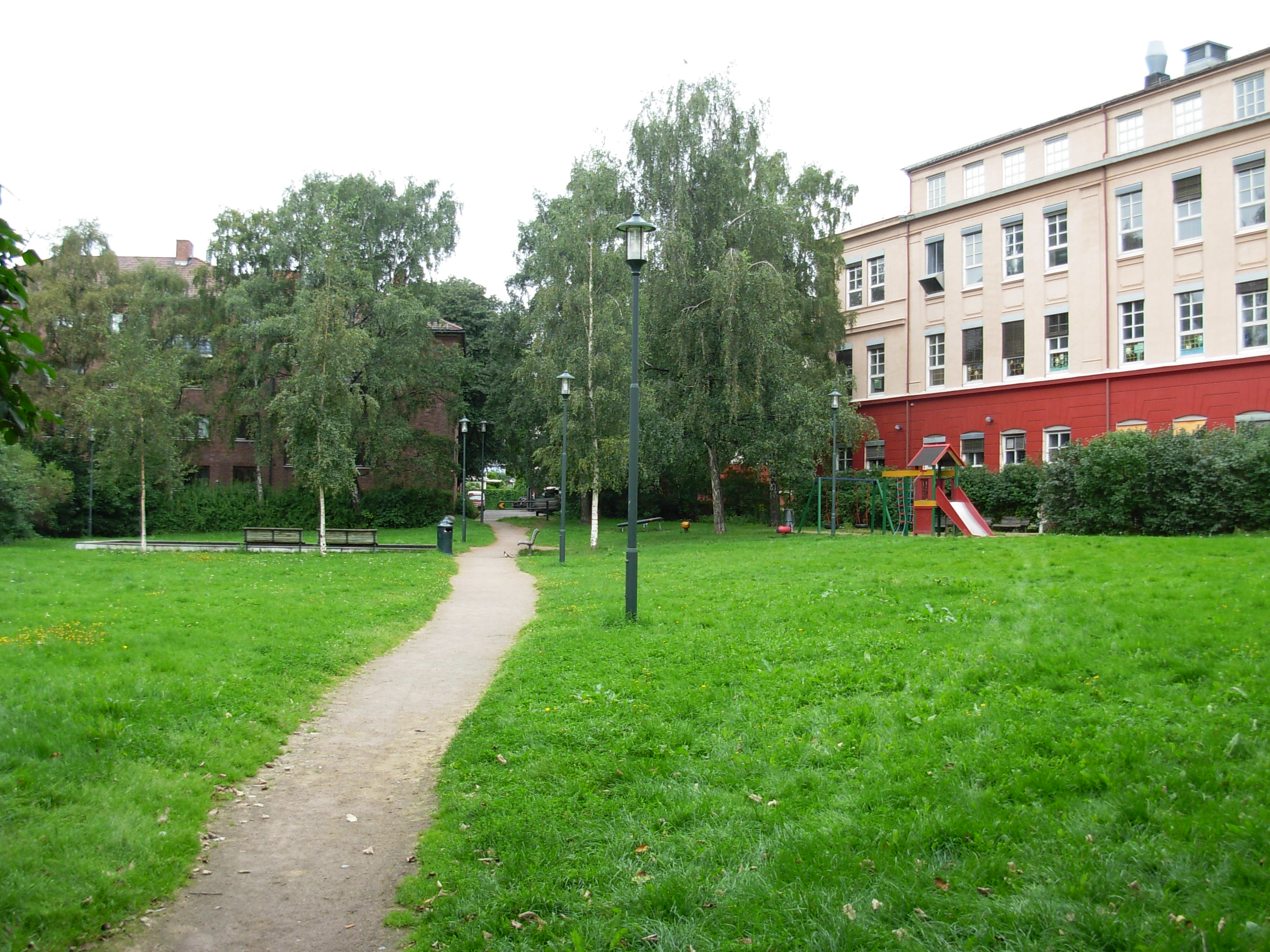
Bülow Hanssens plass och Sophies Mindes tidigare anläggning på Trondheimsveien 132.

Sophies Minde är ett handikappinstitut i Oslo, uppkallat efter unionsdrottningen Sofia. Skolan Sophies Minde etablerades 1902 med stöd från Oscar II som en centralanstalt för handikappade från hela Norge, och hade en bakgrund i Arbeidsskole for Vanføre som grundades 1892 av systrarna Agnes och Nanna Fleischer. 1912 utvidgades skolan till en handikappklinik.